# Cathédrale de Berlin
 (janvier 2017).
Si vous disposez d'ouvrages ou d'articles de référence ou si vous connaissez des sites web de qualité traitant du thème abordé ici, merci de compléter l'article en donnant les références utiles à sa vérifiabilité et en les liant à la section « Notes et références ».
Berliner Dom
La cathédrale de Berlin (en allemand : Berliner Dom, ou officiellement : Oberpfarr- und Domkirche « Église paroissiale supérieure et collégiale ») est l'église principale protestante historique de Berlin située sur l'île aux Musées à Berlin-Mitte. Traduit en français comme cathédrale, l'église n'est pas une cathédrale dans le sens strict du mot car elle n'a jamais été le siège d'un évêché.

## Historique

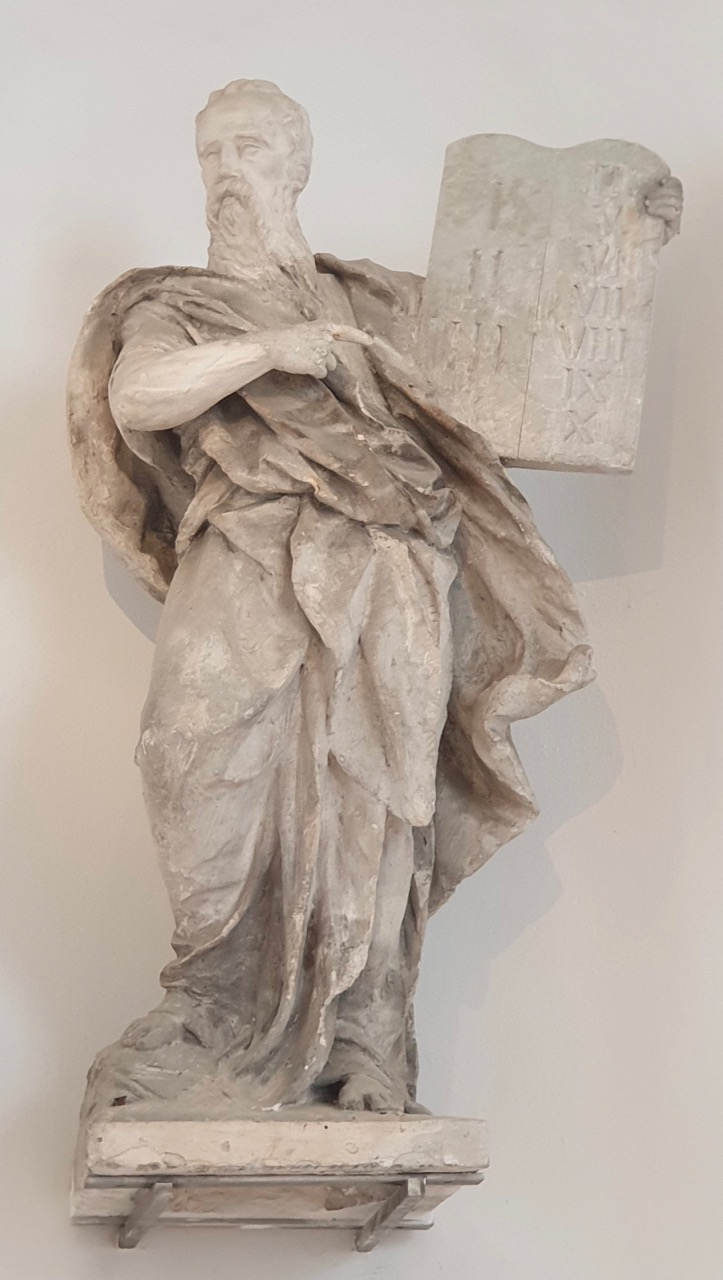
Moïse présentant les Dix Commandements sur la façade orientale de la cathédrale réalisé par Gerhard Janensch

L'ancienne église collégiale (Domkirche), établie pour le culte catholique romain en 1465, devenait une église luthérienne en 1539 (avec la Réforme en Brandebourg), mais changeait encore une fois sa confession avec la conversion calviniste de la maison électorale de Hohenzollern en 1613. Renommé comme « Église paroissiale supérieure et collégiale » (Oberpfarr- und Domkirche), ce temple de culte réformé devenait une église unie protestante en 1817, en cours de l'« Union prussienne » des églises comprenant la plupart des paroisses luthériennes, réformées et toutes les nouvelles paroisses unies protestantes en Prusse.
L'église paroissiale supérieure et collégiale est surnommée Domkirche ou Berliner Dom (église cathédrale ou cathédrale de Berlin). Comme en italien le mot allemand Dom (Duomo en italien) désigne une église avec un chapitre de chanoines, ainsi une (ancienne) église collégiale ou une (ancienne) cathédrale. Le plus souvent les noms des églises nommées « Dom » ou « Duomo » sont traduits sans distinction comme cathédrale.
L'empereur Guillaume II, en même temps gouverneur suprême de l'Église protestante en Prusse, voulant pour son Église unie protestante, un grand édifice du type cathédrale digne de la grandeur de la capitale impériale, il la fit construire sur le lieu de l'ancien édifice de l'église paroissiale supérieure et collégiale du XVIIIe siècle. Julius Carl Raschdorff en fut le maître d'œuvre. Sa construction s'étala entre 1894 et le 28 février 1905, jour où elle fut inaugurée.

## Description
L'édifice de style néo-Renaissance a une longueur de 114 mètres, pour une largeur de 73 mètres et une hauteur de 116 mètres.
Le corps central est coiffé d'une imposante coupole ; l'espace sous celle-ci est consacré au prêche. L'aile sud comporte la chapelle des Baptêmes et des Mariages, tandis que l'aile nord abrite la chapelle funéraire.

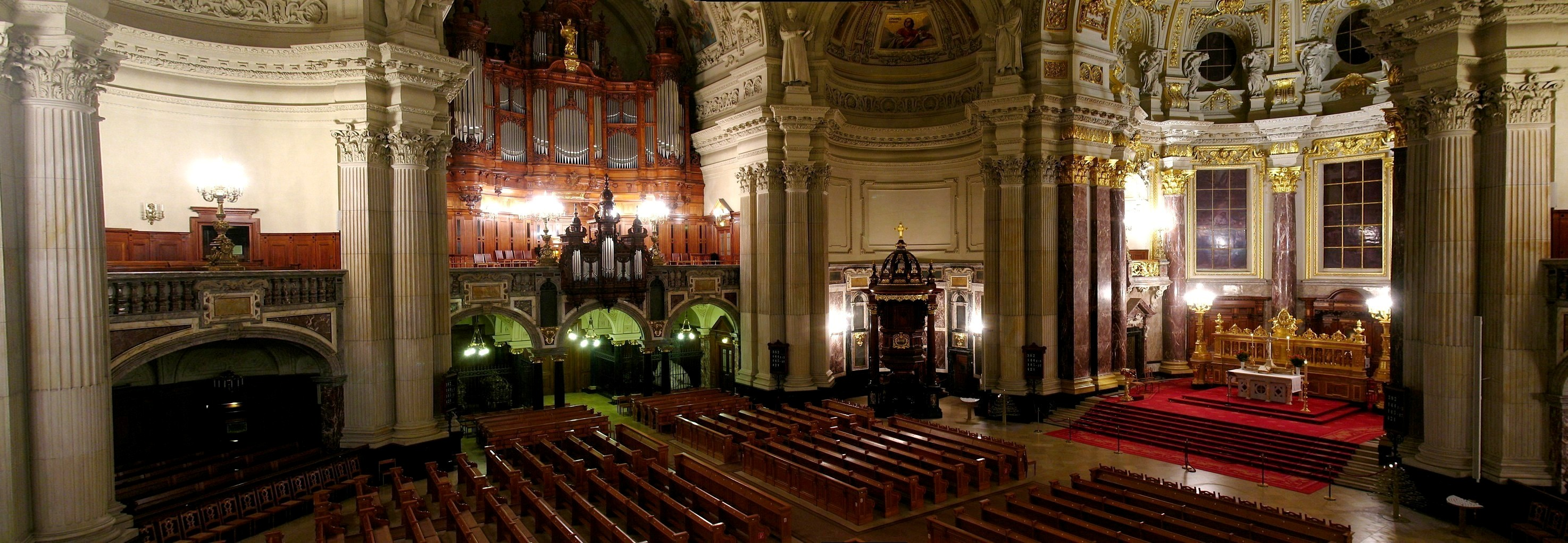
Intérieur de la cathédrale

## Crypte royale

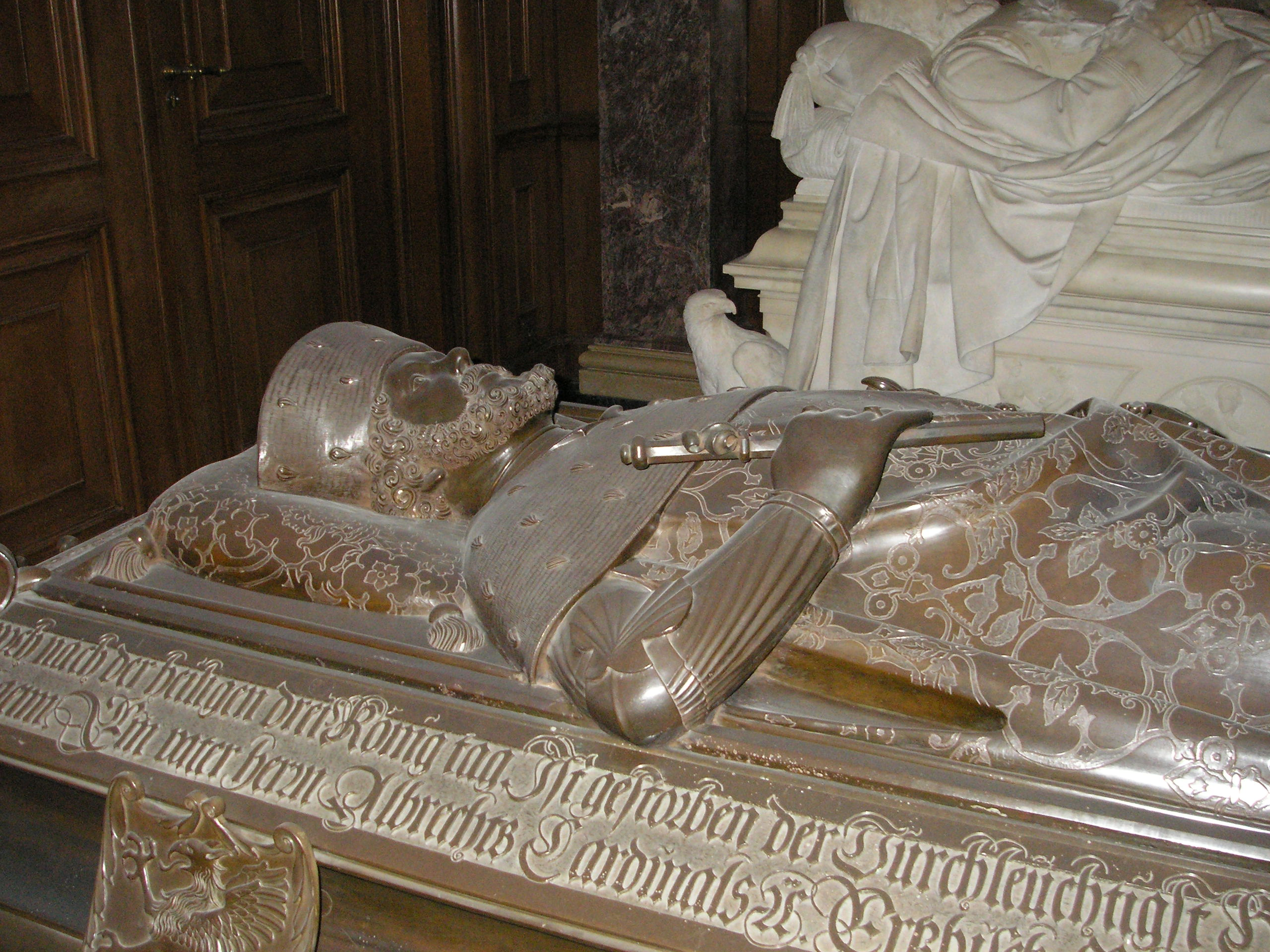
Tombeau du prince Jean Ier Cicéron de Brandebourg.

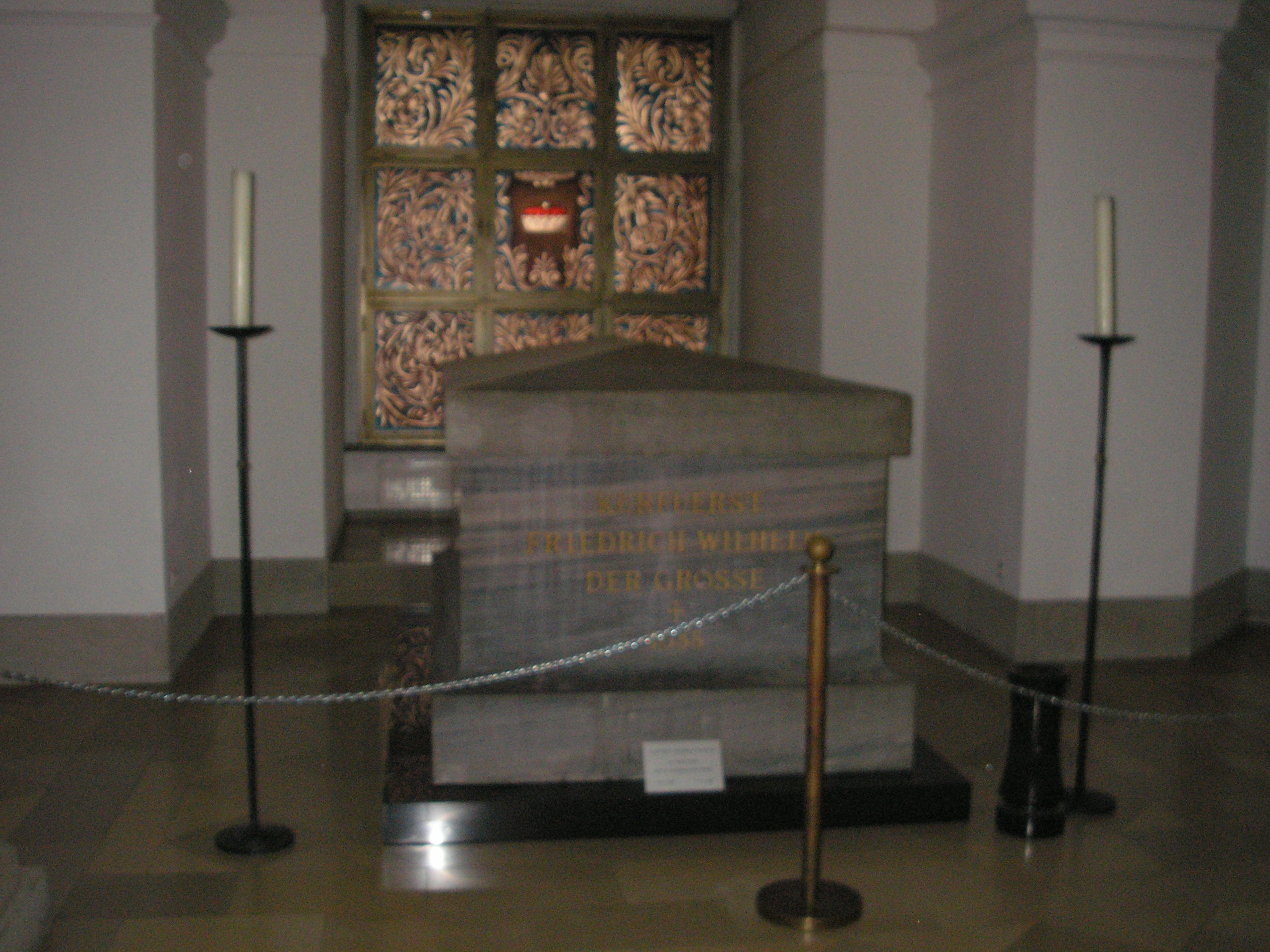
Tombeau du duc Frédéric-Guillaume Ier de Brandebourg.

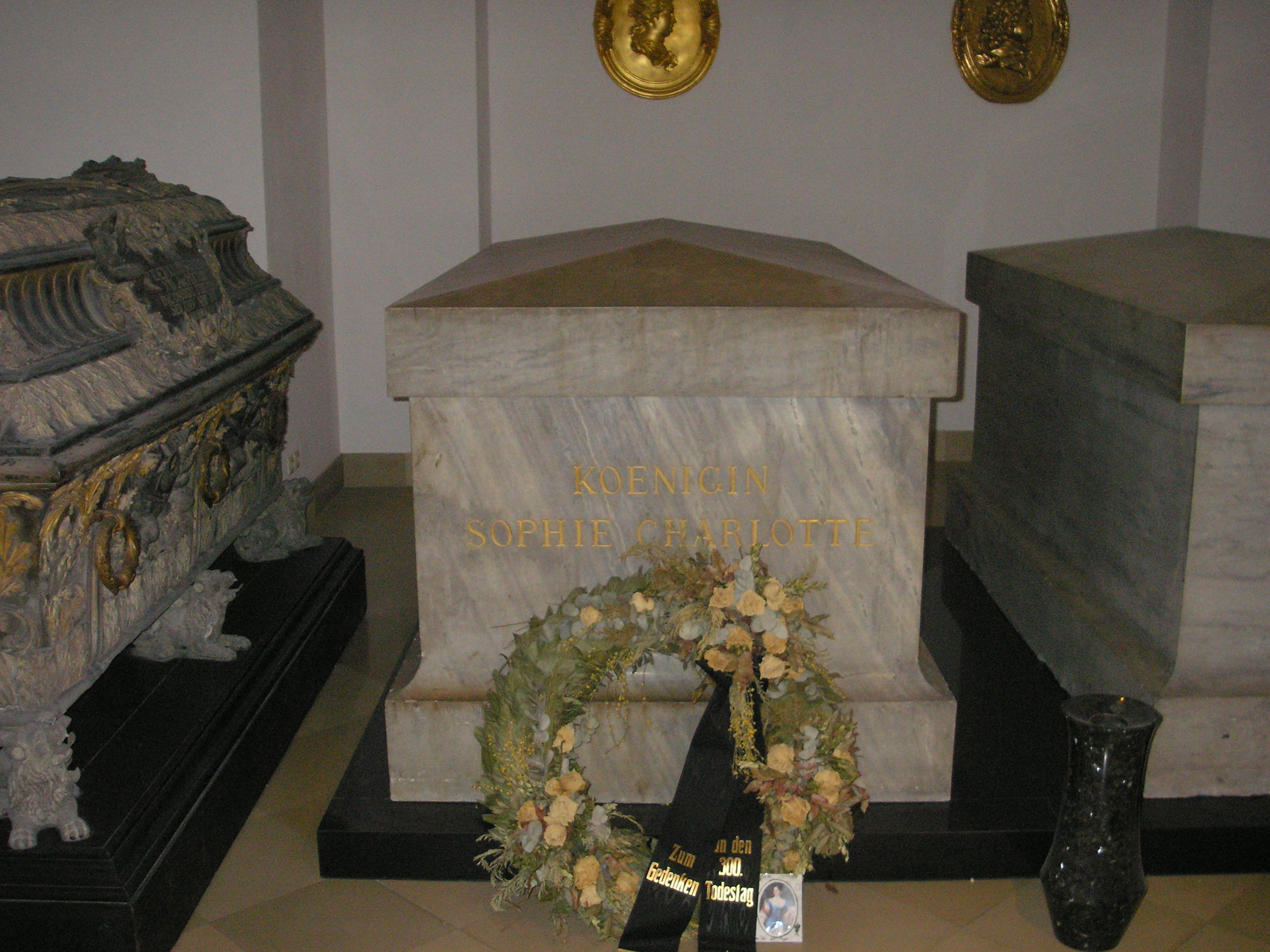
Tombeau de la reine Sophie-Charlotte de Hanovre.

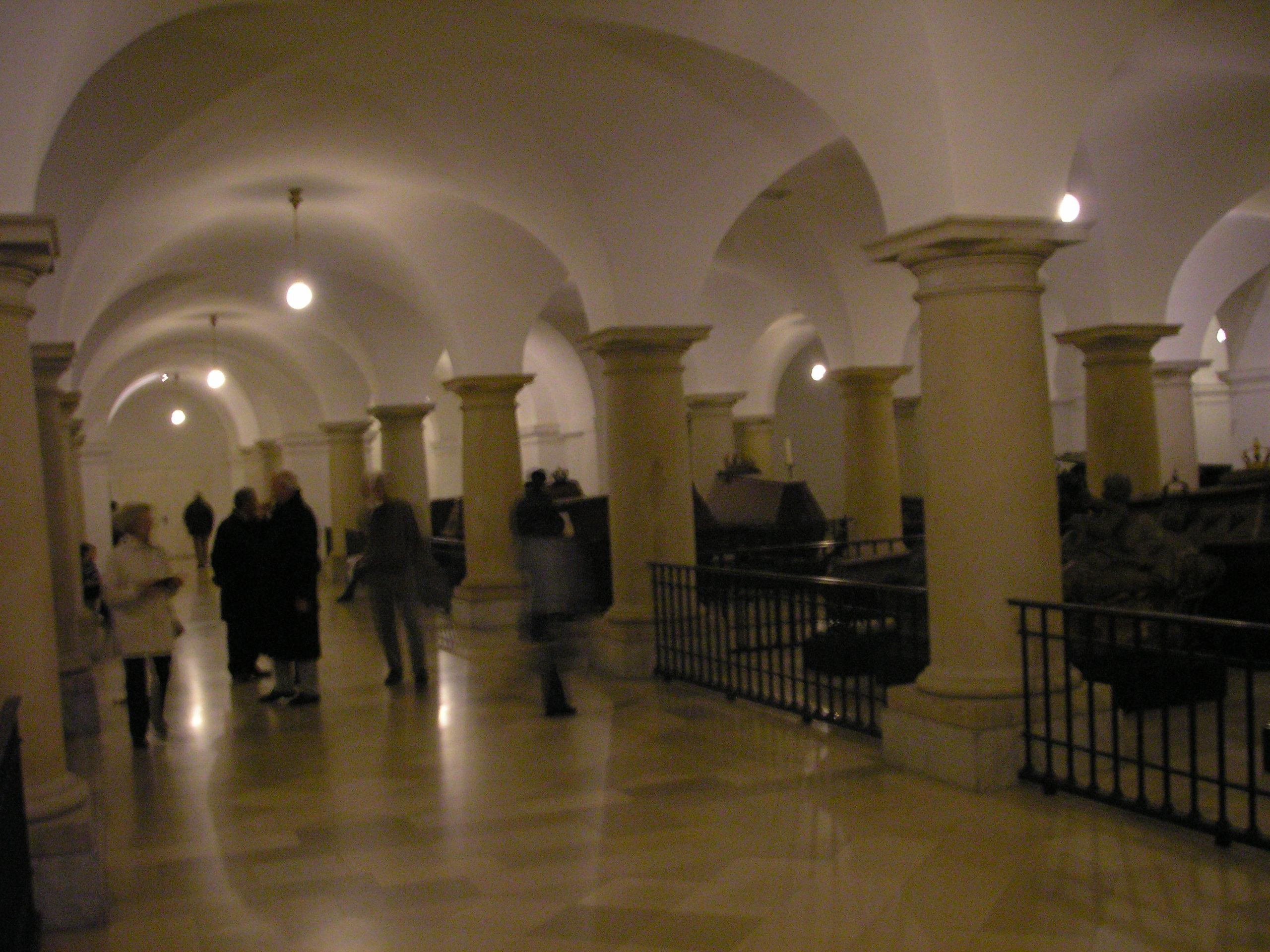
Vue de la crypte.

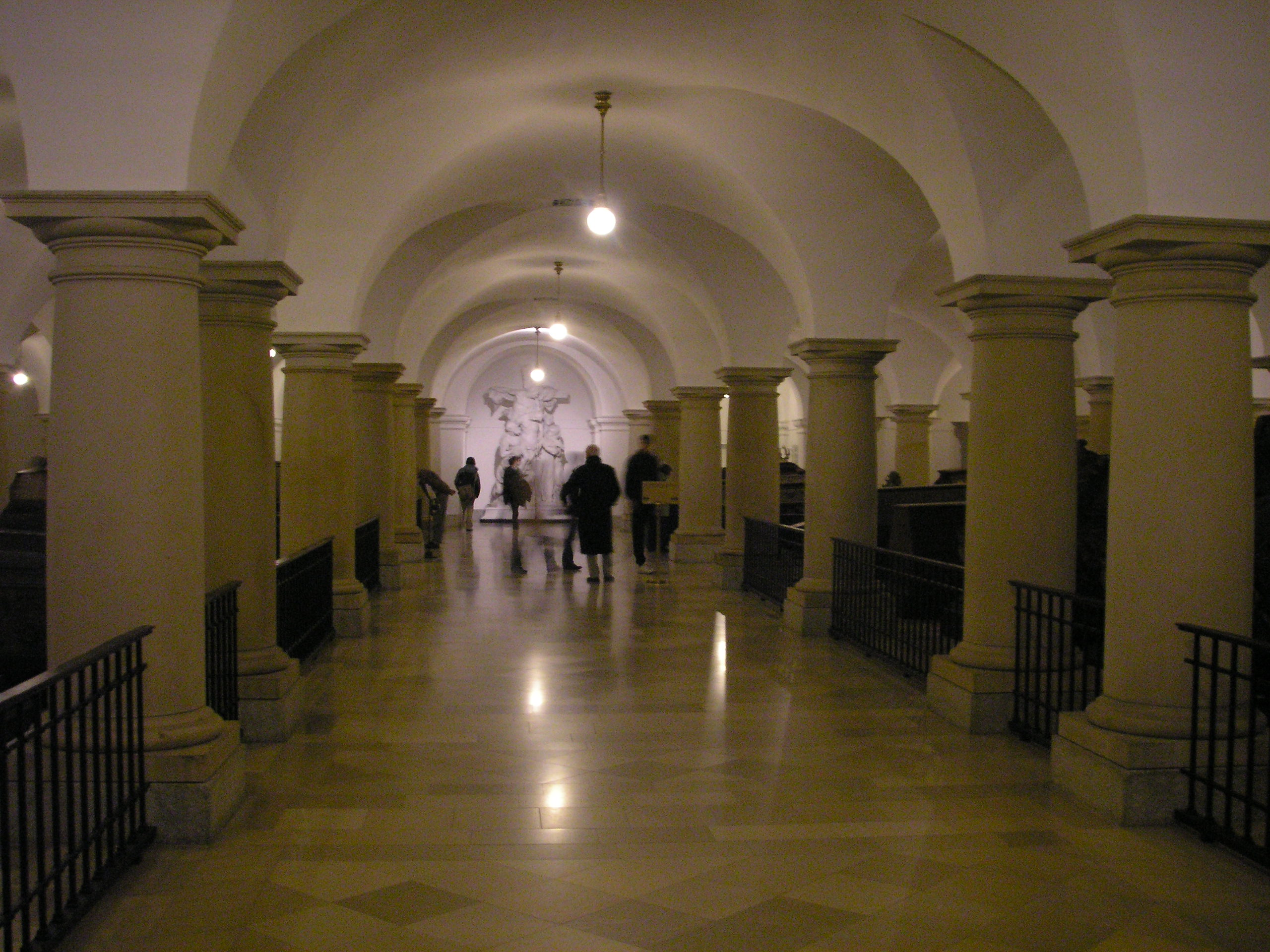
Vue de la crypte.

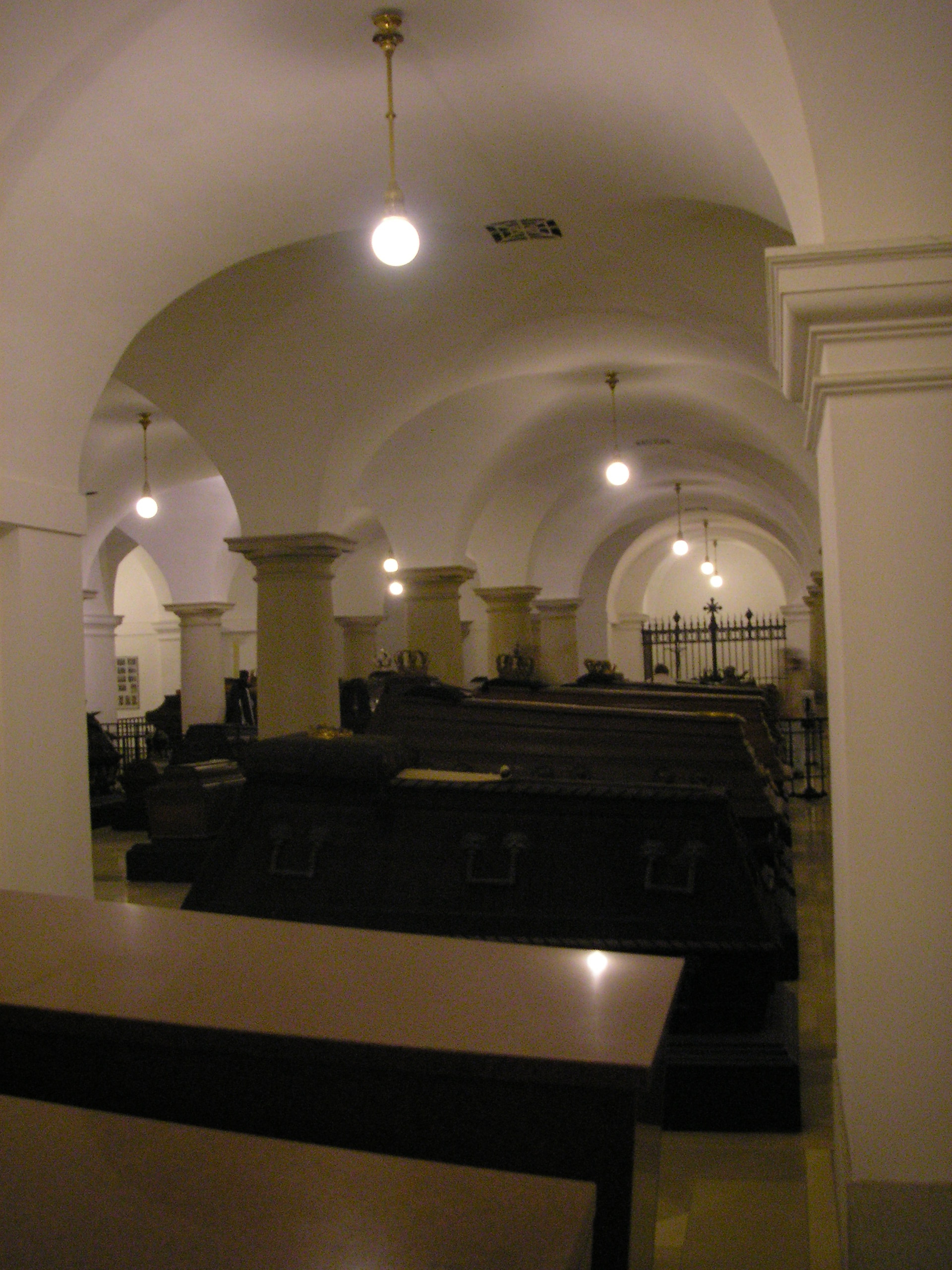
Vue de la crypte.

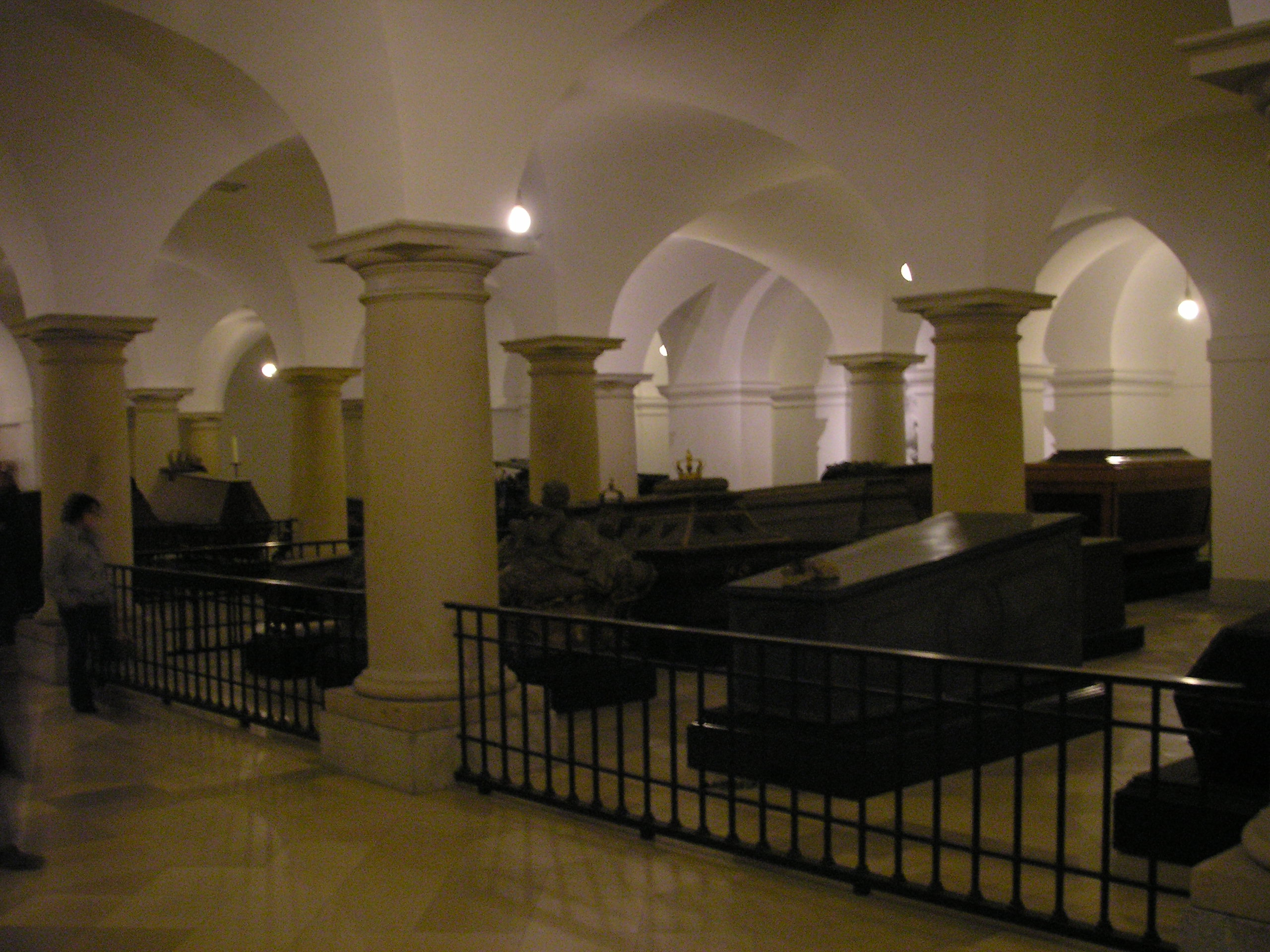
Vue de la crypte.

La crypte réunit près de 95 sarcophages, où reposent les membres de la dynastie des Hohenzollern. Il s'agit plus d'une crypte familiale dynastique car on n'y trouve que peu de souverains. Deux rois de Prusse seulement y reposent, Frédéric Ier et sa deuxième épouse Sophie-Charlotte de Hanovre dans deux tombeaux d'Andreas Schlüter, ainsi que Frédéric-Guillaume II.
Plus précisément, la crypte contient les cercueils de :
1. Jean Ier Cicéron de Brandebourg, prince-électeur de Brandebourg (2 août 1455 - 9 janvier 1499), fils d'Albert III Achille de Brandebourg. Il s'agit du plus ancien monument funéraire de la cathédrale.
2. Élisabeth Madeleine de Brandebourg (6 novembre 1537 - 1er septembre 1595), fille de Joachim II Hector de Brandebourg.
3. Jean II Georges de Brandebourg, prince-électeur de Brandebourg (11 septembre 1525 - 8 janvier 1598), fils de Joachim II Hector de Brandebourg.
4. Élisabeth d'Anhalt-Zerbst (25 septembre 1563 - 5 octobre 1607), 3e épouse de Jean II Georges de Brandebourg.
5. Joachim III Frédéric de Brandebourg, prince-électeur de Brandebourg (27 janvier 1546 - 18 juillet 1608), fils de Jean II Georges de Brandebourg.
6. Catherine de Brandebourg-Küstrin (10 août 1549 - 30 septembre 1602), 1re épouse de Joachim III Frédéric de Brandebourg.
7. Éléonore de Prusse (21 août 1583 - 9 avril 1607), 2e épouse de Joachim III Frédéric de Brandebourg.
8. Georges de Brandebourg (1613-1614), fils de Jean-Georges de Jägerndorf.
9. Albert de Brandebourg (1614-1620), fils de Jean-Georges de Jägerndorf.
10. Catherine-Sibylle de Brandebourg (1615-1615), fille de Jean-Georges de Jägerndorf.
11. Ernest de Brandebourg (18 janvier 1617 - 4 octobre 1642), fils de Jean-Georges de Jägerndorf.
12. Auguste de Brandebourg (16 février 1580 - 23 avril 1601), fils de Joachim III Frédéric de Brandebourg.
13. Albert de Brandebourg (29 avril 1582 - 3 décembre 1600), fils de Joachim III Frédéric de Brandebourg.
14. Joachim de Brandebourg (13 avril 1583 - 10 juin 1600), fils de Joachim III Frédéric de Brandebourg.
15. Ernest de Brandebourg (13 avril 1583 - 18 septembre 1613), fils de Joachim III Frédéric de Brandebourg.
16. Jean III Sigismond de Brandebourg, prince-électeur de Brandebourg (8 novembre 1572 - 23 décembre 1619), fils de Joachim III Frédéric de Brandebourg.
17. Anne-Sophie de Brandebourg (15 mars 1598 - 19 décembre 1659), fille de Jean III Sigismond de Brandebourg.
18. Joachim de Brandebourg (27 juillet 1603 - 22 février 1625), fils de Jean III Sigismond de Brandebourg.
19. Albert de Brandebourg (7 mars 1609 - 14 mars 1609), fils de Jean III Sigismond de Brandebourg.
20. Élisabeth-Charlotte du Palatinat (19 novembre 1597 - 26 avril 1660), épouse de Georges-Guillaume-Ier de Brandebourg.
21. Jean de Brandebourg (1624-1624), fils de Georges-Guillaume Ier de Brandebourg.
22. Frédéric-Guillaume Ier de Brandebourg, prince-électeur de Brandebourg, duc de Prusse (16 février 1620 - 9 mai 1688), fils de Georges-Guillaume Ier de Brandebourg.
23. Louise-Henriette d'Orange (7 décembre 1627 - 18 juin 1667), première épouse de Frédéric-Guillaume Ier de Brandebourg.
24. Sophie-Dorothée de Schleswig-Holstein-Sonderbourg-Glücksbourg (28 septembre 1636 - 6 août 1689), 2e épouse de Frédéric-Guillaume Ier de Brandebourg.
25. Guillaume de Brandebourg (21 mai 1648 - 24 octobre 1649), fils de Frédéric-Guillaume Ier de Brandebourg et de Louise-Henriette d'Orange.
26. Charles-Émile de Brandebourg (16 février 1655 - 7 décembre 1674), fils de Frédéric-Guillaume Ier de Brandebourg et de Louise-Henriette d'Orange.
27. Henri de Brandebourg (19 novembre 1664 - 26 novembre 1664), fils de Frédéric-Guillaume Ier de Brandebourg et de Louise-Henriette d'Orange.
28. Amélie de Brandebourg (19 novembre 1664 - 1er février 1665), fille de Frédéric-Guillaume Ier de Brandebourg et de Louise-Henriette d'Orange.
29. Louis de Brandebourg (8 juillet 1666 - 8 avril 1687), fils de Frédéric-Guillaume Ier de Brandebourg et de Louise-Henriette d'Orange.
30. Philippe-Guillaume de Brandebourg-Schwedt (19 mai 1669 - 19 décembre 1711), fils de Frédéric-Guillaume Ier de Brandebourg et de Sophie-Dorothée de Schleswig-Holstein-Sonderbourg-Glücksbourg.
31. Frédéric-Guillaume de Brandebourg-Schwedt (17 novembre 1700 - 4 mars 1771), fils de Philippe-Guillaume de Brandebourg-Schwedt.
32. Sophie-Dorothée de Prusse (25 janvier 1719 - 13 novembre 1765), épouse de Frédéric-Guillaume de Brandebourg-Schwedt.
33. Philippine de Brandebourg-Schwedt (10 octobre 1745 - 1er mai 1800), fille de Frédéric-Guillaume de Brandebourg-Schwedt.
34. Frédérique-Dorothée-Henriette de Brandebourg-Schwedt (1700-1701), fille de Philippe-Guillaume de Brandebourg-Schwedt.
35. Georges-Guillaume de Brandebourg-Schwedt (1704-1704), fils de Philippe-Guillaume de Brandebourg-Schwedt.
36. Henri-Frédéric de Brandebourg-Schwedt (21 août 1709 - 12 décembre 1788), fils de Philippe-Guillaume de Brandebourg-Schwedt.
37. Albert-Frédéric de Brandebourg-Schwedt (24 janvier 1672 - 21 juin 1731), fils de Frédéric-Guillaume Ier de Brandebourg et de Sophie-Dorothée de Schleswig-Holstein-Sonderbourg-Glücksbourg.
38. Dorothée de Courlande (6 février 1684 - 8 février 1743), épouse d'Albert-Frédéric de Brandebourg-Schwedt.
39. Frédéric de Brandebourg (1704-1707), fils d'Albert-Frédéric de Brandebourg-Schwedt.
40. Charles-Frédéric-Albert de Brandebourg-Schwedt (10 juin 1705 - 22 juin 1762), fils d'Albert-Frédéric de Brandebourg-Schwedt.
41. Louise de Brandebourg (1709-1726), fille d'Albert-Frédéric de Brandebourg-Schwedt.
42. Frédéric de Brandebourg-Schwedt (13 août 1710 - 10 avril 1741), fils d'Albert-Frédéric de Brandebourg-Schwedt.
43. Frédéric-Guillaume de Brandebourg-Schwedt (28 mars 1715 - 12 septembre 1744), fils d'Albert-Frédéric de Brandebourg-Schwedt.
44. Charles-Philippe de Brandebourg-Schwedt (5 janvier 1673 - 23 juillet 1695), fils de Frédéric-Guillaume Ier de Brandebourg et de Sophie-Dorothée de Schleswig-Holstein-Sonderbourg-Glücksbourg.
45. Dorothée de Brandebourg (6 juin 1675 - 11 septembre 1676), fille de Frédéric-Guillaume Ier de Brandebourg et de Sophie-Dorothée de Schleswig-Holstein-Sonderbourg-Glücksbourg.
46. Christian-Louis de Brandebourg (14 mars 1677 - 3 septembre 1734), fils de Frédéric-Guillaume Ier de Brandebourg et de Sophie-Dorothée de Schleswig-Holstein-Sonderbourg-Glücksbourg.
47. Frédéric Ier de Prusse, prince-électeur de Brandebourg puis roi en Prusse (11 juillet 1657 - 25 février 1713), fils de Frédéric-Guillaume Ier de Brandebourg et de Louise-Henriette d'Orange.
48. Élisabeth-Henriette de Hesse-Cassel (18 novembre 1661 - 7 juillet 1683), 1re épouse de Frédéric Ier de Prusse.
49. Sophie-Charlotte de Hanovre (30 octobre 1668 - 1er février 1705), 2e épouse de Frédéric Ier de Prusse.
50. Frédéric de Prusse (1685-1686), fils de Frédéric Ier de Prusse et de Sophie-Charlotte de Hanovre.
51. Sophie-Dorothée de Hanovre (16 mars 1687 - 28 juin 1757), épouse de Frédéric-Guillaume Ier de Prusse.
52. Frédéric-Louis de Prusse (1707-1708), fils de Frédéric-Guillaume Ier de Prusse.
53. Frédéric-Guillaume de Prusse (1710-1711), fils de Frédéric-Guillaume Ier de Prusse.
54. Charlotte-Albertine de Prusse (1713-1714), fille de Frédéric-Guillaume Ier de Prusse.
55. Louis-Charles-Guillaume de Prusse (1717-1719), fils de Frédéric-Guillaume Ier de Prusse.
56. Auguste-Guillaume de Prusse (9 août 1722 - 12 juin 1758), fils de Frédéric-Guillaume Ier de Prusse.
57. Louise-Amélie de Brunswick-Wolfenbüttel (29 janvier 1722 - 13 janvier 1780), épouse d'Auguste-Guillaume de Prusse.
58. Henri de Prusse (30 décembre 1747 - 26 mai 1767), fils d'Auguste-Guillaume de Prusse.
59. Emile de Prusse (1758-1759), fils d'Auguste-Guillaume de Prusse.
60. Anne-Amélie de Prusse (9 novembre 1723 - 30 mars 1787), fille de Frédéric-Guillaume Ier de Prusse.
61. Wilhelmine de Hesse-Cassel (25 février 1726 - 8 octobre 1808), épouse de Henri de Prusse.
62. Auguste-Ferdinand de Prusse (23 mai 1730 - 2 mai 1813), fils de Frédéric-Guillaume Ier de Prusse.
63. Anne-Élisabeth-Louise de Brandebourg-Schwedt (22 avril 1738 - 10 février 1820), épouse d'Auguste-Ferdinand de Prusse.
64. Frédérique de Prusse (1761-1773), fille d'Auguste-Ferdinand de Prusse.
65. Henri-Charles de Prusse (1769-1773), fils d'Auguste-Ferdinand de Prusse.
66. Frédéric-Christian-Henri-Louis de Prusse (1771-1790), fils d'Auguste-Ferdinand de Prusse.
67. Louis-Ferdinand de Prusse (18 novembre 1772 - 10 octobre 1806), fils d'Auguste-Ferdinand de Prusse.
68. Frédéric-Paul-Auguste de Prusse (1776-1776), fils d'Auguste-Ferdinand de Prusse.
69. Auguste de Prusse (19 septembre 1779 - 19 juillet 1843), fils d'Auguste-Ferdinand de Prusse.
70. Élisabeth-Christine de Brunswick-Wolfenbüttel-Bevern (8 novembre 1715 - 13 janvier 1797), épouse de Frédéric II de Prusse.
71. Frédéric-Guillaume II de Prusse, roi de Prusse (25 septembre 1744 - 16 novembre 1797), fils d'Auguste-Guillaume de Prusse.
72. Frédérique-Louise de Hesse-Darmstadt (16 octobre 1751 - 25 février 1805), 2e épouse de Frédéric-Guillaume II de Prusse.
73. Wilhelmine de Prusse (1772-1773), fille de Frédéric-Guillaume II de Prusse et de Frédérique-Louise de Hesse-Darmstadt.
74. Louis-Charles de Prusse (5 novembre 1773 - 28 décembre 1796), fils de Frédéric-Guillaume II de Prusse et de Frédérique-Louise de Hesse-Darmstadt.
75. Charles de Prusse (26 septembre 1795 - 6 avril 1798), fils de Louis-Charles de Prusse.
76. Alexandre de Prusse (21 juin 1820 - 4 janvier 1896), fils de Frédéric de Prusse, petit-fils de Louis-Charles de Prusse.
77. Enfant mort-né le 30 août 1806, fils de Wilhelmine de Prusse et de Guillaume Ier des Pays-Bas.
78. Enfant mort-né en 1777, fils de Frédéric-Guillaume II de Prusse et de Frédérique-Louise de Hesse-Darmstadt.
79. Ferdinand de Hesse-Cassel (9 octobre 1806 - 21 novembre 1806), fils d'Augusta de Prusse et de Guillaume II de Hesse-Cassel.
80. Henri-Charles de Prusse (30 décembre 1781 - 12 juillet 1846), fils de Frédéric-Guillaume II de Prusse et de Frédérique-Louise de Hesse-Darmstadt.
81. Guillaume de Prusse (3 juillet 1783 - 28 septembre 1851), fils de Frédéric-Guillaume II de Prusse et de Frédérique-Louise de Hesse-Darmstadt.
82. Marie-Anne-Amélie de Hesse-Hombourg (13 octobre 1785 - 14 avril 1846), épouse de Guillaume de Prusse.
83. Frédéric-Tassilo-Guillaume de Prusse (29 octobre 1811 - 9 janvier 1813), fils de Guillaume de Prusse.
84. Adalbert de Prusse (29 octobre 1811 - 6 juin 1873), fils de Guillaume de Prusse.
85. Frédéric-Guillaume-Tassilo de Prusse (15 novembre 1813 - 9 janvier 1814), fils de Guillaume de Prusse.
86. Waldemar de Prusse (2 août 1817 - 17 février 1849), fils de Guillaume de Prusse.
87. Enfant mort-née le 1er octobre 1794, fille de Frédéric-Guillaume III de Prusse.
88. Frédérique de Prusse (14 octobre 1799 - 30 mars 1800), fille de Frédéric-Guillaume III de Prusse.
89. Victoire-Adélaïde-Charlotte-Augusta de Prusse (1858-1858), fille de Frédéric-Charles de Prusse.
90. Ferdinand de Prusse (13 décembre 1804 - 1er avril 1806), fils de Frédéric-Guillaume III de Prusse.
91. Enfant mort-né en 1832, fils d'Albert de Prusse.
92. Victoria-Marina de Prusse (4 septembre 1915 - 4 septembre 1915), fille d'Adalbert de Prusse.
93. Cercueil d'un individu non identifié et d'époque inconnue.

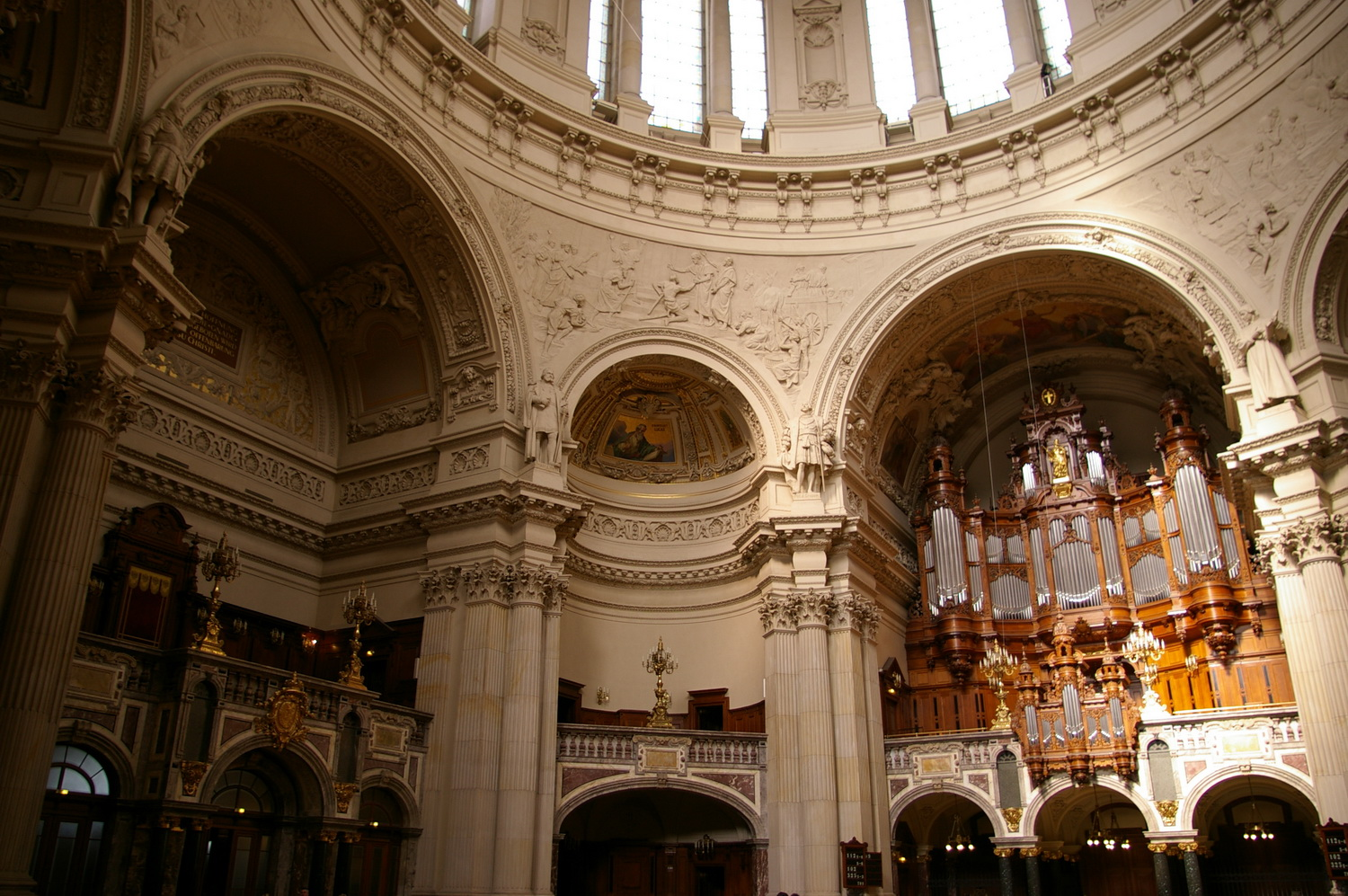
Intérieur du Berliner Dom.
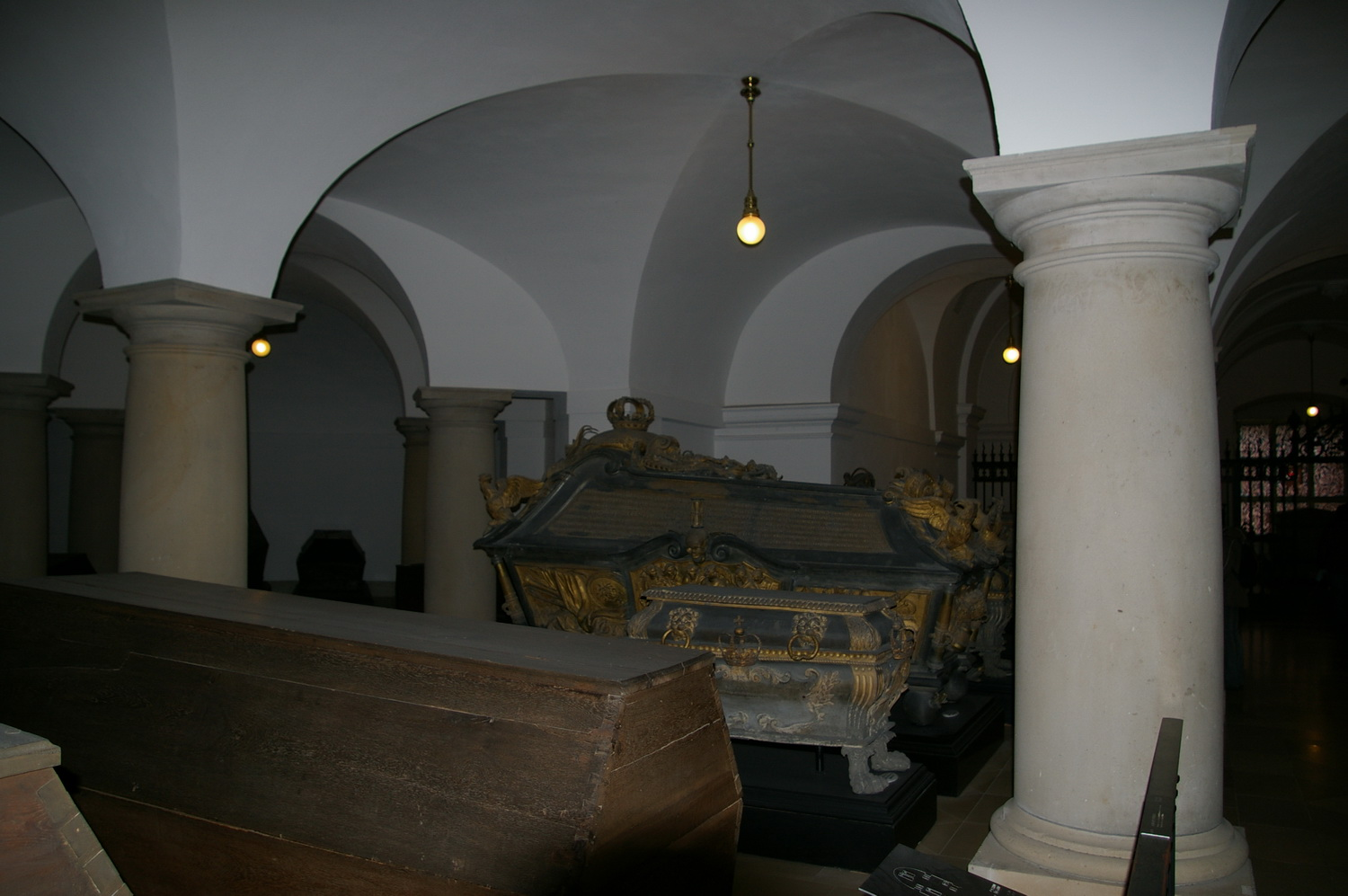
La crypte.
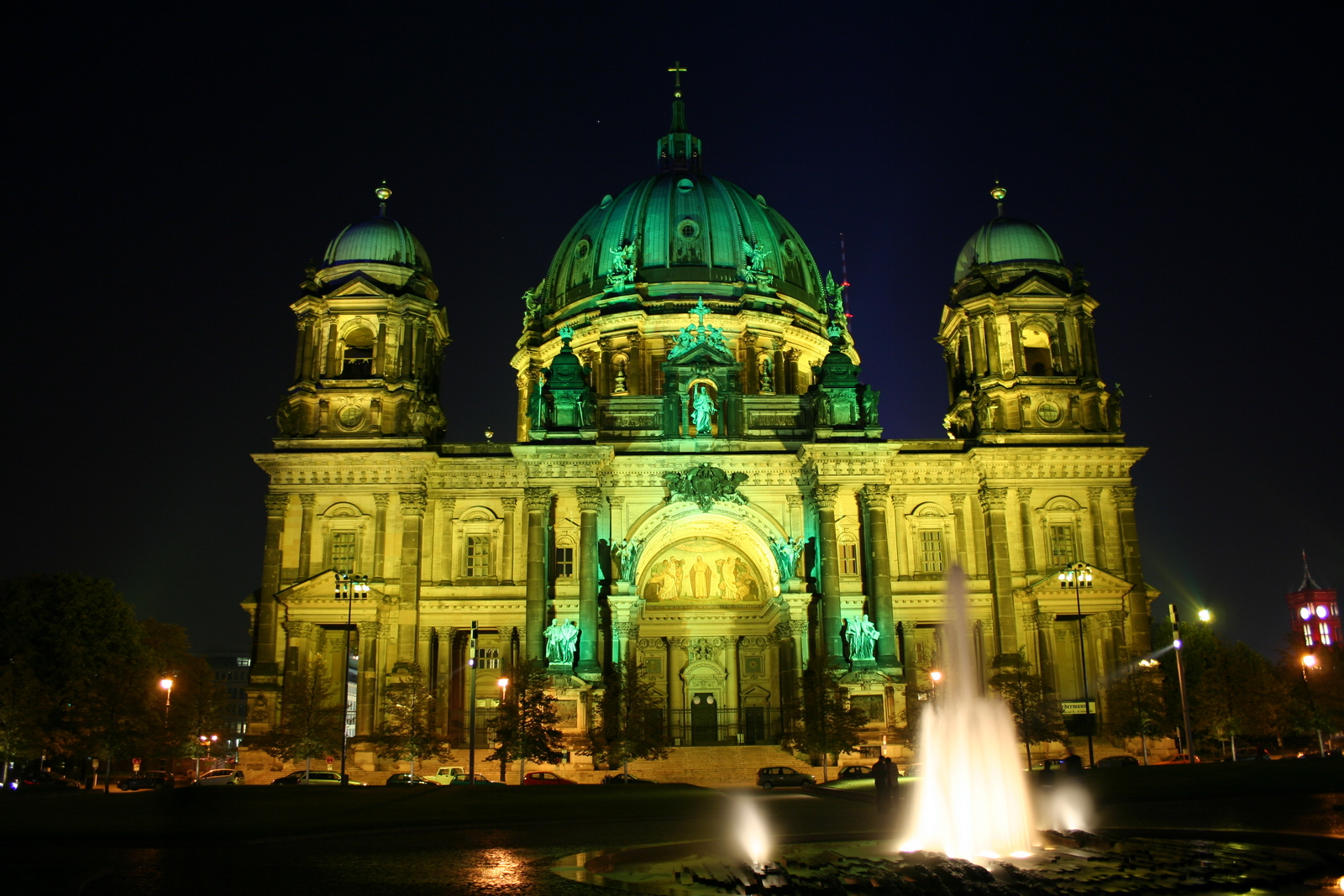
La grande façade.
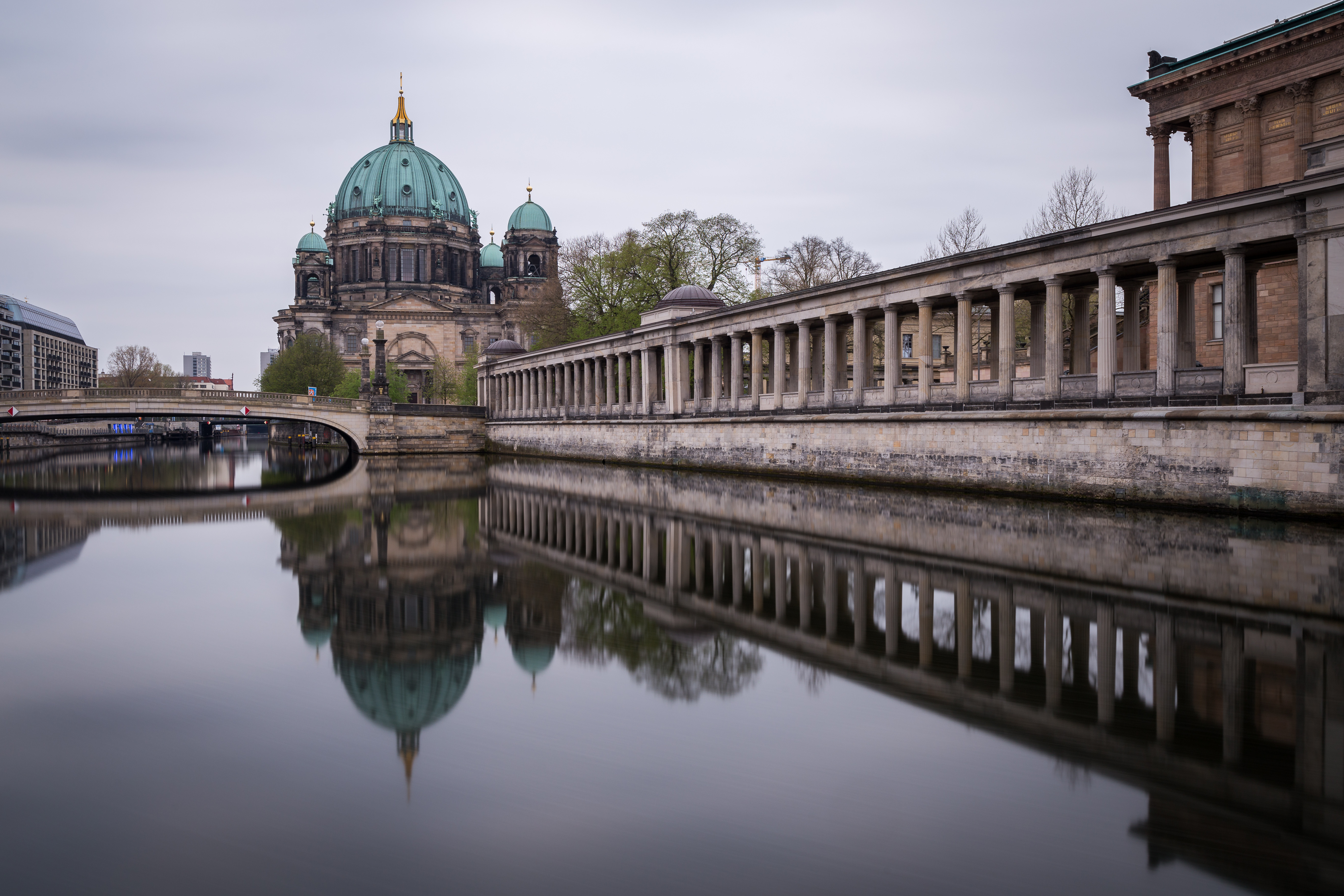
La cathédrale se reflétant dans la rivière Spree.
La cathédrale vue depuis la Humboldt Box. Octobre 2017.
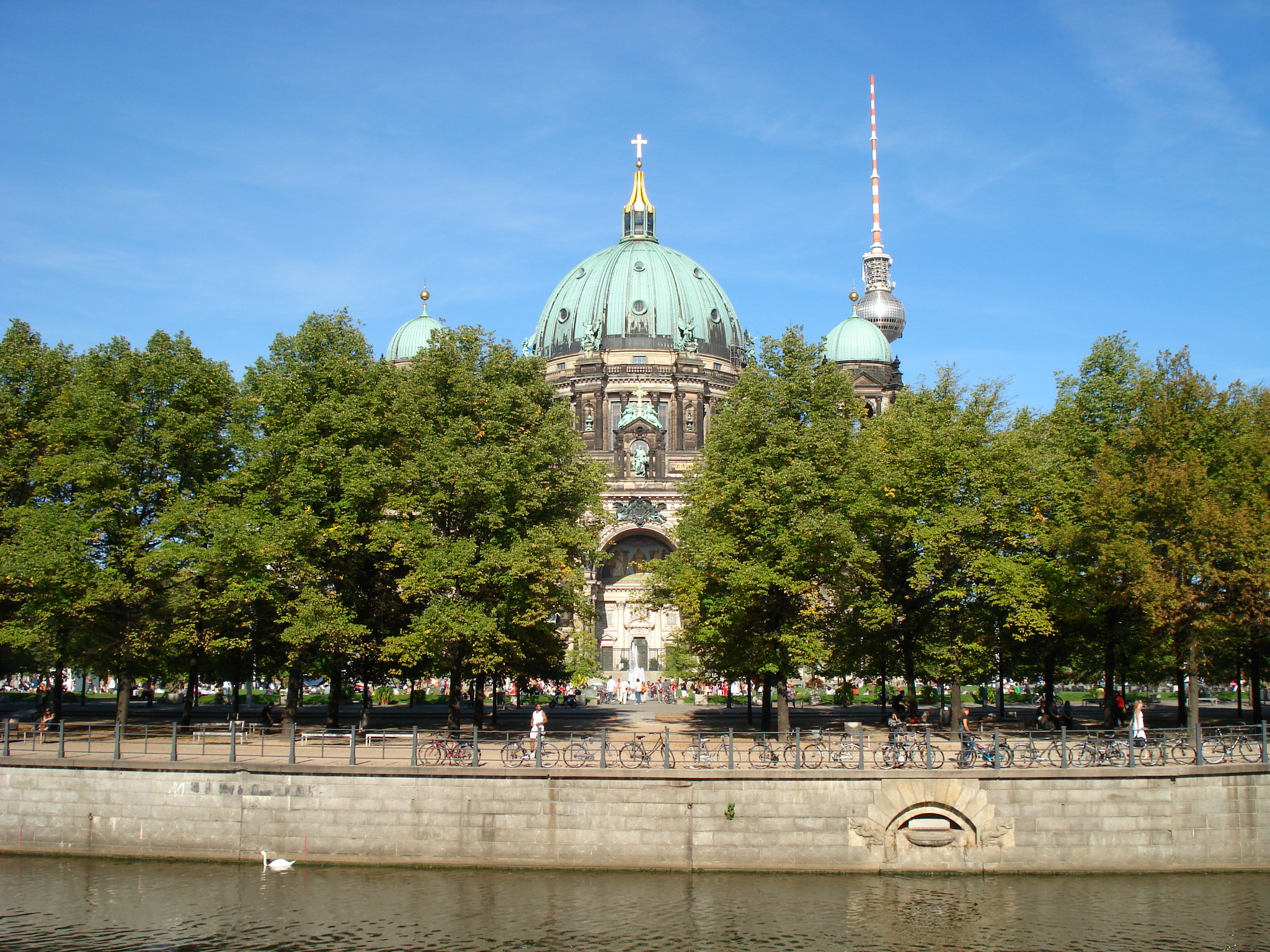
La cathédrale et le Fernsehturm.

## Les orgues
Le Berliner Dom abrite deux orgues, dont un est un imposant instrument de 4 claviers et 113 jeux, construit par la maison Sauer en 1904 :
| I Hauptwerk C–a3  |       |
| Prinzipal         | 16′   |
| Majorbaß          | 16′   |
| Prinzipal         | 8′′   |
| Doppelflöte       | 8     |
| Prinzipal amabile | 8′    |
| Flute harmonique  | 8′    |
| Viola di Gamba    | 8′    |
| Bordun            | 8′    |
| Gemshorn          | 8′    |
| Quintatön         | 8′    |
| Harmonika         | 8′    |
| Gedacktquinte     | 51/3′ |
| Oktave            | 4′    |
| Flute octaviante  | 4′    |
| Fugara            | 4′    |
| Rohrflöte         | 4′    |
| Oktave            | 2′    |
| Rauschquinte II   |       |
| Gosscymbel III    |       |
| Scharff III–V     |       |
| Kornett III–IV    |       |
| Bombarde          | 16′   |
| Trompete          | 8′    |
| Clairon           | 4′    |

| II Brustwerk C–a3 |      |
| Prinzipal         | 16′  |
| Quintatön         | 16′  |
| Prinzipal         | 8′   |
| Doppelflöte       | 8′   |
| Geigenprinzipal   | 8′   |
| Spitzflöte        | 8′   |
| Salicional        | 8′   |
| Soloflöte         | 8′   |
| Dulciana          | 8′   |
| Rohrflöte         | 8′   |
| Oktave            | 4′   |
| Spitzflöte        | 4′′  |
| Salicional        | 4    |
| Flauto Dolce      | 4′   |
| Quinte            | 2/3′ |
| Piccolo           | 2′   |
| Mixtur IV         |      |
| Cymbel III        |      |
| Kornett III       |      |
| Tuba              | 8′   |
| Klarinette        | 8′   |

| III Schwellwerk C–a3     |       |
| Salicional               | 16′   |
| Bordun                   | 16′   |
| Prinzipal                | 8′    |
| Hohlflöte                | 8′    |
| Gemshorn                 | 8′    |
| Schalmei                 | 8′    |
| Konzertflöte             | 8′    |
| Dolce                    | 8′    |
| Gedeckt                  | 8′    |
| Unda maris               | 8′    |
| Oktave                   | 4′    |
| Gemshorn                 | 4′    |
| Quintatön                | 4′    |
| Traversflöte             | 4′    |
| Nasard                   | 2/3′  |
| Waldflöte                | 2′    |
| Terz                     | 23/5′ |
| Mixtur III               |       |
| Trompete                 | 8′    |
| Cor anglais              | 8′    |
| Glockenspiel Rückpositiv |       |
| Flötenprinzipal          | 8′    |
| Flöte                    | 8′    |
| Gedackt                  | 8′    |
| Dulciana                 | 8′    |
| Zartflöte                | 4′    |

| IV Schwellwerk C–a3   |      |
| Lieblich Gedackt      | 16′  |
| Prinzipal             | 8′   |
| Traversflöte          | 8′   |
| Spitzflöte            | 8′   |
| Lieblich Gedackt      | 8′   |
| Quintatön             | 8′   |
| Aeoline               | 8′   |
| Voix céleste          | 8′   |
| Prestant              | 4′   |
| Fernflöte             | 4′   |
| Violine               | 4′   |
| Gemshornquinte        | 2/3′ |
| Flautino              | 2′   |
| Harmonia aetheria III |      |
| Trompete              | 8′   |
| Oboe                  | 8′   |
| Vox Humana            | 8′   |
|                       |      |
| Tremolo zu Vox humana |      |

| Pedal C–f1        |        |
| Prinzipal         | 32′    |
| Untersatz         | 32′    |
| Prinzipal         | 16′    |
| Offenbaß          | 16′    |
| Violon            | 16′    |
| Subbaß            | 16′    |
| Gemshorn          | 16′    |
| Liebliche Gedackt | 16′    |
| Quintbaß          | 102/3′ |
| Prinzipal         | 8′     |
| Flötenbaß         | 8′     |
| Violoncello       | 8′     |
| Gedackt           | 8′     |
| Dulciana          | 8′     |
| Quinte            | 51/3′  |
| Oktave            | 4′     |
| Terz              | 31/5′  |
| Quinte            | 2/3′   |
| Septime           | 2/7′   |
| Oktave            | 2′     |
| Mixtur III        |        |
| Kontraposaune     | 32′    |
| Posaune           | 16′    |
| Fagott            | 16′    |
| Trompete          | 8′     |
| Clairon           | 4′     |

- II/I, III/I, IV/I, Super I, III/II, IV/II, Super II, IV/III, I/P, II/P, III/P, IV/P
- 3 combinaisons libres, Mezzoforte, Forte, Tutti, Rohrwerke, expression III. Manual, expression IV. Manual, expression Vox humana, Handregister ab, Rückpositiv ab.